# 髙田真希 (モデル)
髙田 真希（たかだ まき、1984年12月22日 - ）は、石川県出身のモデル、ローカルタレント。身長167cm。N・F・B所属。

## 概要
石川県在住のときはアドバンス社所属。上京して現在に至る。

## 出演番組

### 現在
- 石川さん情報Live リフレッシュ（石川テレビ）

### 過去
- 千客万来!ほのぼのサンデー（石川テレビ）
- めざましテレビ公認 わがまま!気まま!旅気分（BSフジ、フジネットワーク）